# Chrysichthys uniformis
Chrysichthys uniformis är en fiskart som beskrevs av Pellegrin 1922. Chrysichthys uniformis ingår i släktet Chrysichthys och familjen Claroteidae. IUCN kategoriserar arten globalt som otillräckligt studerad. Inga underarter finns listade i Catalogue of Life.